# Malé Výkleky
Malé Výkleky là một làng thuộc huyện Pardubice, vùng Pardubický, Cộng hòa Séc.